# Stephen L. Carter

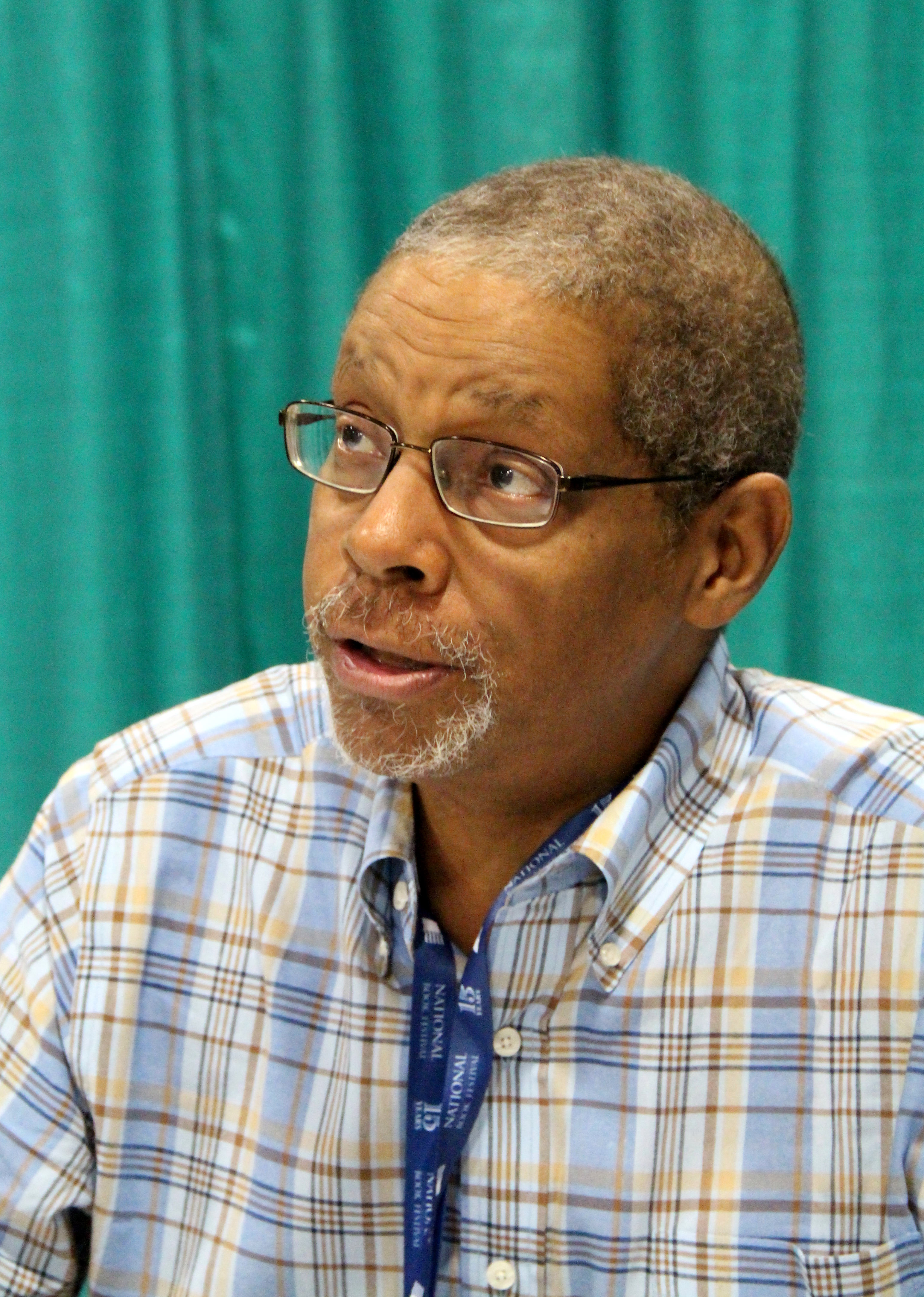
Stephen L. Carter (2015)

Stephen L. Carter (ur. 26 października 1954 w Waszyngtonie) – amerykański prawnik, profesor Uniwersytetu Yale, pisarz. W Polsce wydano jego powieści sensacyjne Władca Ocean Park oraz Biała nowa Anglia.
W swoich książkach porusza ważkie tematy, od roli religii w polityce i kulturze, aż po znaczenie uczciwości i uprzejmości w życiu codziennym. Uznawany jest za jednego z czołowych intelektualistów amerykańskich, a w 1994 tygodnik „Time” wybrał go do grupy pięćdziesięciu liderów w nowym stuleciu. Jego debiutancka powieść, Władca Ocean Park, okrzyknięta została wydarzeniem roku 2002, kiedy to ukazała się na rynku amerykańskim od razu w nakładzie 500 000 egzemplarzy. Carter mieszka wraz ze swoją rodziną w Connecticut.